# PowerStream
PowerStream est une entreprise canadienne de distribution d'électricité qui compte plus de 360 000 clients dans le Nord de Toronto et dans le centre de l'Ontario. Il s'agit du deuxième distributeur d'électricité de l'Ontario. Le capital de PowerStream est détenu par les municipalités de Barrie, Markham et Vaughan, le siège social de l'entreprise est situé dans cette dernière ville depuis 2008.

## Histoire
PowerStream est le résultat de la fusion de Markham Hydro et de Hydro Vaughan ainsi que du rachat de Richmond Hill Hydro en 2004. Ces entreprises ont elles-mêmes été créées en 1978 par le York Municipal Hydro-Electric Service Act. La concentration des distributeurs d'électricité de l'Ontario (plus de 300 dans les années 1990) est à l'étude depuis 1997 afin d'améliorer la qualité de ce service public.
Depuis sa création, PowerStream s'est développée en rachetant Aurora Hydro en 2005 pour 34,5 millions de dollars canadiens et en fusionnant avec Barrie Hydro en janvier 2009. Le 1er août 2012, PowerStream a acquis 50 % du capital de Collus Power.

## Organisation
Les collectivités ontariennes couvertes par PowerStream sont :
- Alliston,
- Aurora,
- Barrie,
- Beeton,
- Bradford West Gwillimbury,
- Markham,
- Penetanguishene,
- Richmond Hill,
- Thornton,
- Tottenham,
- Vaughan,

En raison d'un partenariat avec la ville de Collingwood, PowerStream gère également Collus PowerStream qui couvre les municipalités de :
- Collingwood,
- Creemore,
- Stayner,
- Thornbury.

## Divers
L'électricité distribuée par PowerStream provient en premier lieu de Ontario Power Generation et de Bruce Power et est acheminée par l'entreprise de transport (réseau haute tension) Hydro One depuis les différentes centrales de production d'électricité de l'Ontario.
Le plus haut pic de consommation d'électricité enregistré par PowerStream s'élève à 1 896 MW. 
PowerStream dispose d'une division nommée PowerStream Solar consacrée au développement des énergies renouvelables.